# Labib Habachi
Labib Habachi, né le 18 avril 1906 à Mansourah dans le delta du Nil et mort le 18 février 1984, est un égyptologue égyptien.

## Biographie
Diplômé de l'université du Caire avec un baccalauréat en égyptologie en 1928, il rejoint le Département des antiquités égyptiennes deux ans plus tard.
Le docteur Labib Habachi passe trente ans de sa vie au Département des antiquités du gouvernement égyptien, terminant sa carrière comme inspecteur en chef. Il participe à de très nombreux chantiers de fouilles durant cette période, en Égypte et au Soudan. Il demeure célèbre pour ses travaux sur le sanctuaire de Héqaïb (Pépynakht, tombe n°35) à Éléphantine, en 1946.

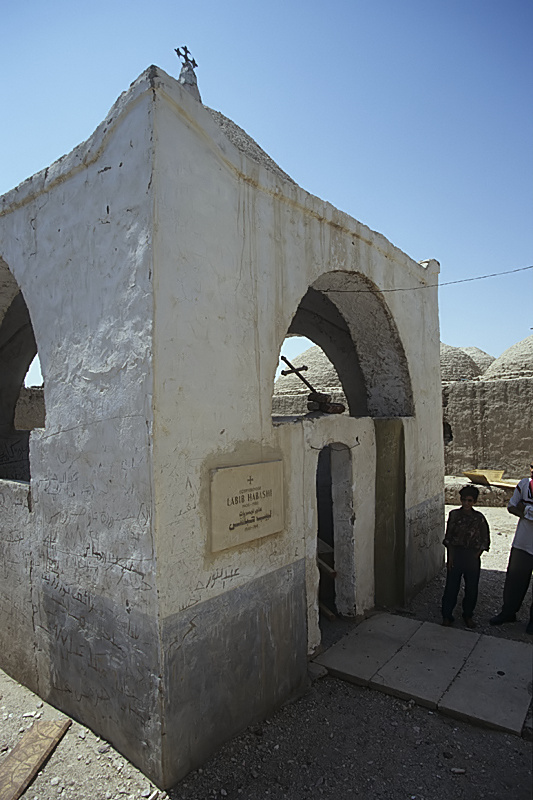
Tombe de Labib Habachi au monastère de Deir Tadrus el-Muharib à Malqata.

Finalement, il accepte le poste que lui offre l'Institut oriental de l'université de Chicago, en tant qu'archéologue consultant dans le cadre de recherches en Nubie.
L'université américaine au Caire possède une collection, acquise en 1982, contenant plus de 5 000 publications d'Habachi (livres, revues et tirés à part d'articles), particulièrement riche en égyptologie et études coptes.

## Publications
- The Obelisks of Egypt, Charles Scribner's Sons, 1977,  (ISBN 046012045X), réimpression : The Obelisks of Egypt, skyscrapers of the past, American University in Cairo Press, 1985,  (ISBN 9774240227)